# Kapelle Griesen

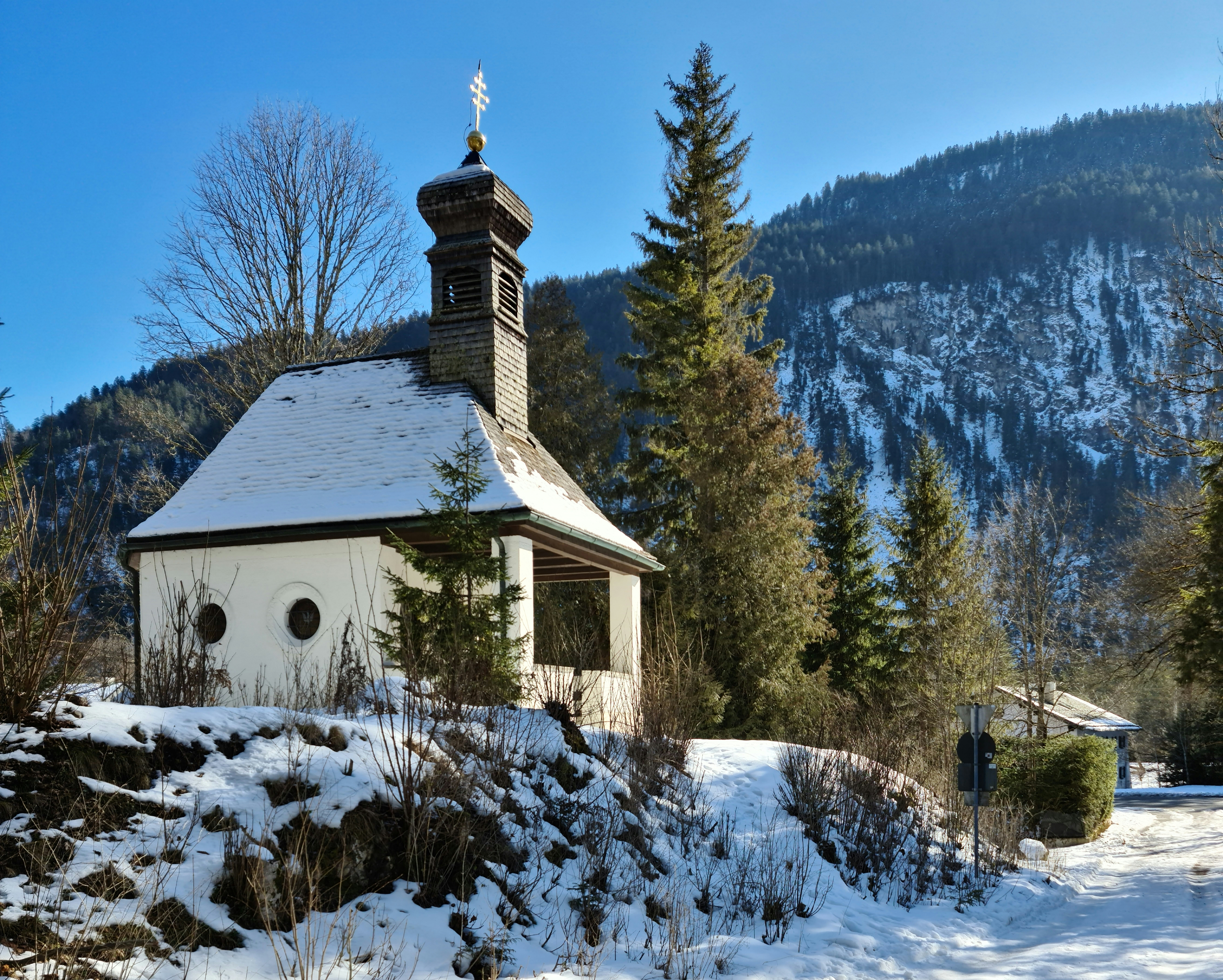
Kapelle von Norden

Die römisch-katholische Kapelle Mariä Heimsuchung im Garmisch-Partenkirchener Ortsteil Griesen im oberbayerischen Landkreis Garmisch-Partenkirchen gehört als Teil der Pfarrei St. Martin Garmisch zum Dekanat Werdenfels des Erzbistums München und Freising. Das Gotteshaus steht unter Denkmalschutz.

## Lage
Die Kapelle steht am nordwestlichen Ortsrand von Griesen am linken Ufer der Neidernach auf einer kleinen Anhöhe. In der Nähe verläuft die südliche Grenze des Naturschutzgebiets Ammergebirge.

## Geschichte
Von Plänen zum Bau einer Kapelle in Griesen wird erstmals Anfang 1909 berichtet. Ende Februar desselben Jahres beschloss die Kirchenverwaltung Garmisch die Übernahme der Baukosten und gründete den „Kapellenfonds Griesen“. Am 8. Juni 1909 verweigerte jedoch die Kammer des Inneren der Regierung von Oberbayern ihre Zustimmung zum Bau, da die Pläne des Garmischer Architekten Johann Ostler „äußerlich unbefriedigend“ seien. Der zuständige Garmischer Pfarrer Pölzl bat daraufhin den Verein für Volkskunst und Volkskunde um neue Entwürfe. Der Münchner Architekt Heinrich Neu und der Weilheimer Regierungsbaumeister Karl Oberländer gaben ihre Baupläne ab, letztlich entschied man sich für Neus Variante, die am 11. Juni 1910 von Prinzregent Luitpold genehmigt wurde. Am 2. Juli 1911, dem Patroziniumsfest Mariä Heimsuchung, wurde die Kapelle geweiht.
Wohl in den 1970er Jahren wurde ein Fichtenholzboden eingebaut, der 2011 wieder entfernt wurde.
Im Jahr 2004 wurde das Dach mit neuen Holzschindeln gedeckt. 2009 erfolgte eine umfangreiche Außenrenovierung und 2011 wurde auch der Innenraum erneuert.

## Beschreibung und Ausstattung

Innenansicht

Die erdgeschossige Kapelle ist geostet und besitzt ein Walmdach. Darauf sitzt ein Dachreiter in Zwiebelform. Der Boden besteht aus Solnhofener Plattenkalk.
An der linken und rechten Seitenwand befinden sich jeweils zwei runde Buntglasfenster, die die „Frucht des Heiligen Geistes“ (Taube), sowie die christlichen Tugenden Glaube, Liebe und Hoffnung (Kreuz, Herz, Anker) symbolisch darstellen.:13

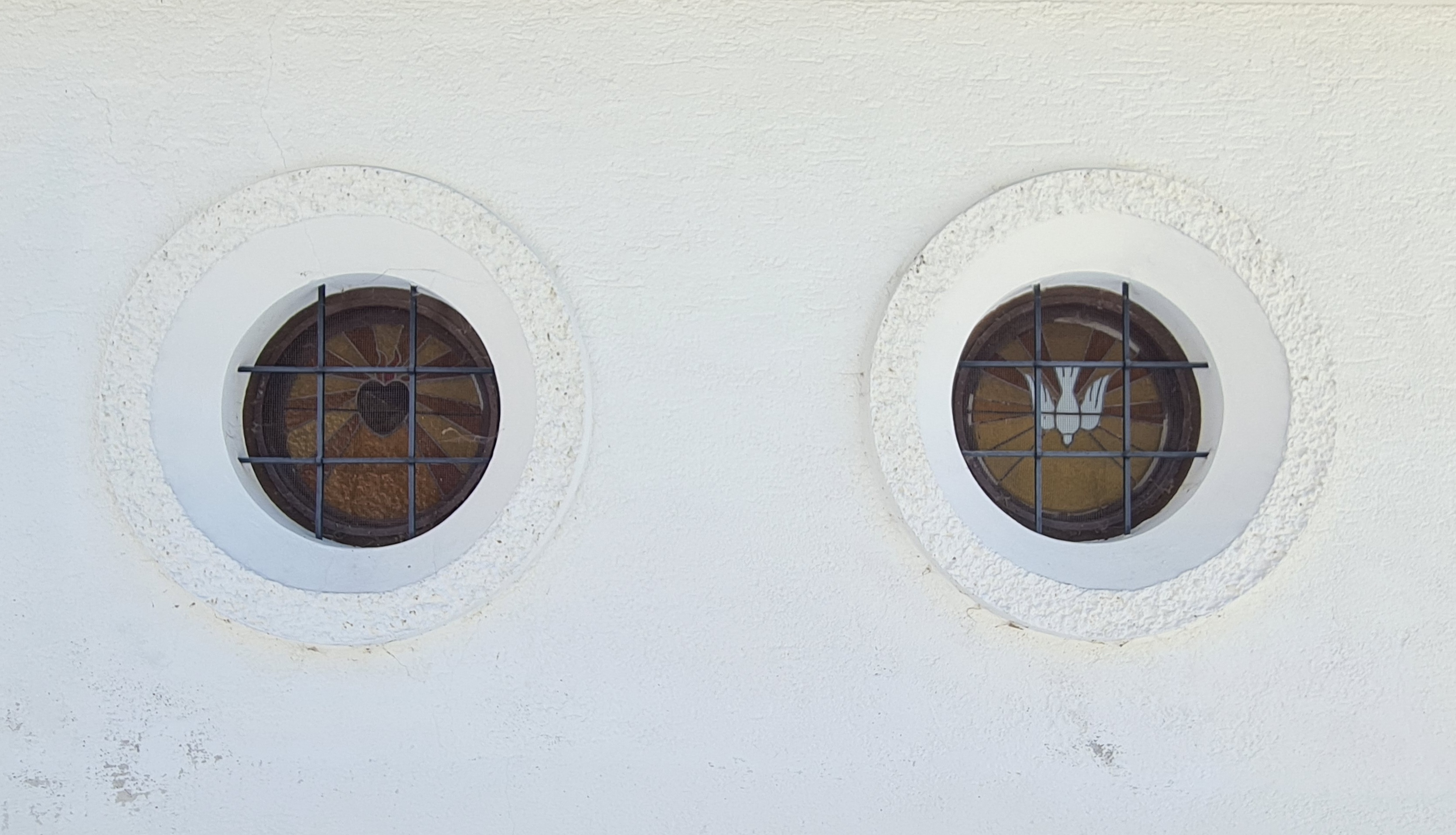
Nordfenster: Taube und Herz
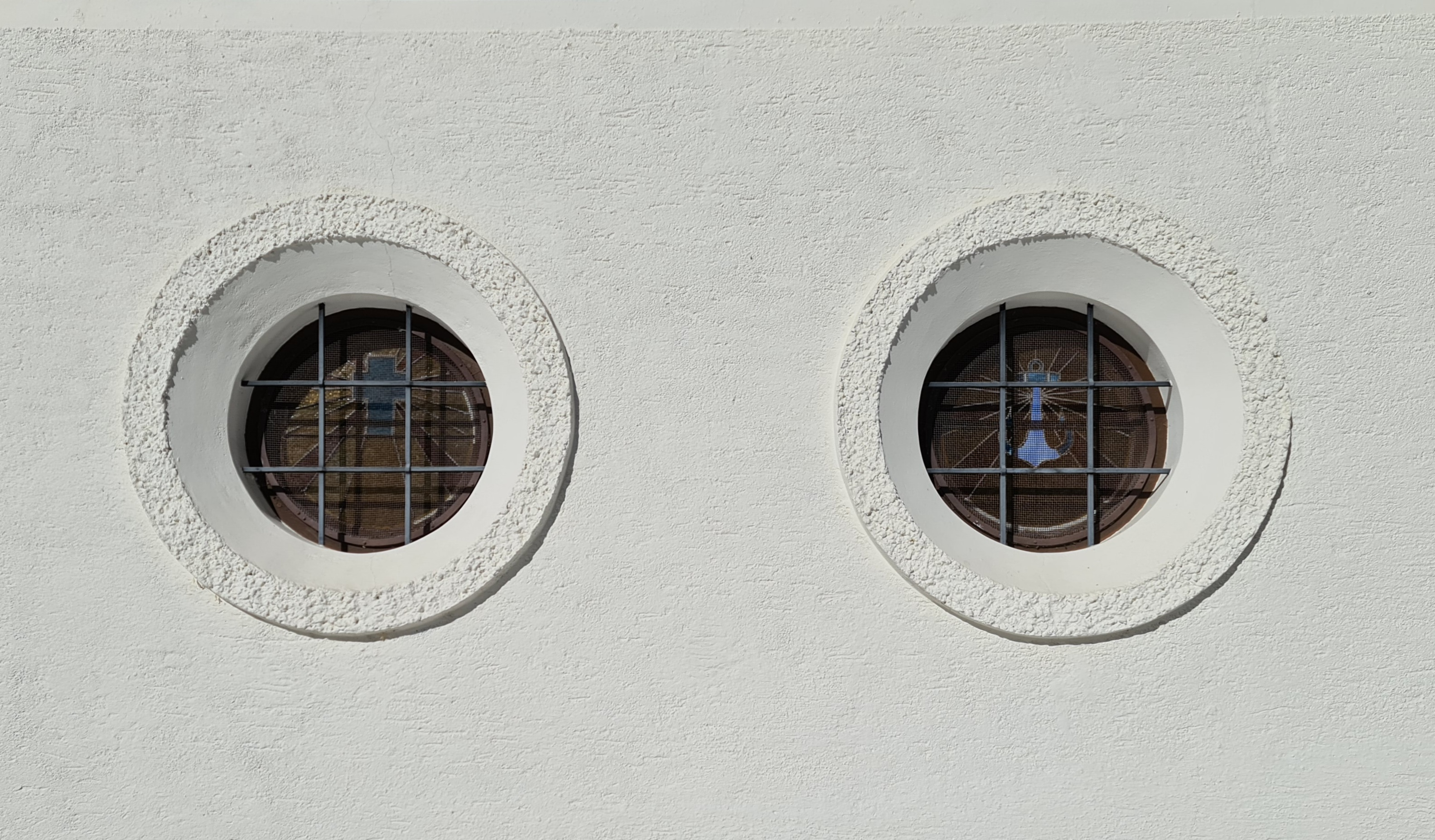
Südfenster: Kreuz und Anker

Das Altarretabel zeigt die Madonna mit Kind – ein kopierter Ausschnitt aus Anthonis van Dycks Ruhe auf der Flucht nach Ägypten, den der Maler Knop im Jahr 1910 schuf.:2
Über dem Eingang befindet sich die Kopie eines Bildausschnitts aus der „Sixtinischen Madonna“.:2